# Simplicia armatalis
Espèce
Simplicia armatalis est une espèce de lépidoptères de la famille des Noctuidae. Elle est endémique d'Australie.

## Description
L'imago de Simplicia armatalis a une envergure d'environ 30 mm.

## Synonymes
Selon BioLib (10 octobre 2020) :
- Bocana armatalis Walker, 1866
- Herminia delicata T.P. Lucas, 1892
- Simplicia selenitis Meyrick, 1902